# Mădârjac
Mădârjac é uma comuna romena localizada no distrito de Iaşi, na região de Moldávia. A comuna possui uma área de 60.22 km² e sua população era de 1532 habitantes segundo o censo de 2007.